# 泰安抽水蓄能电站

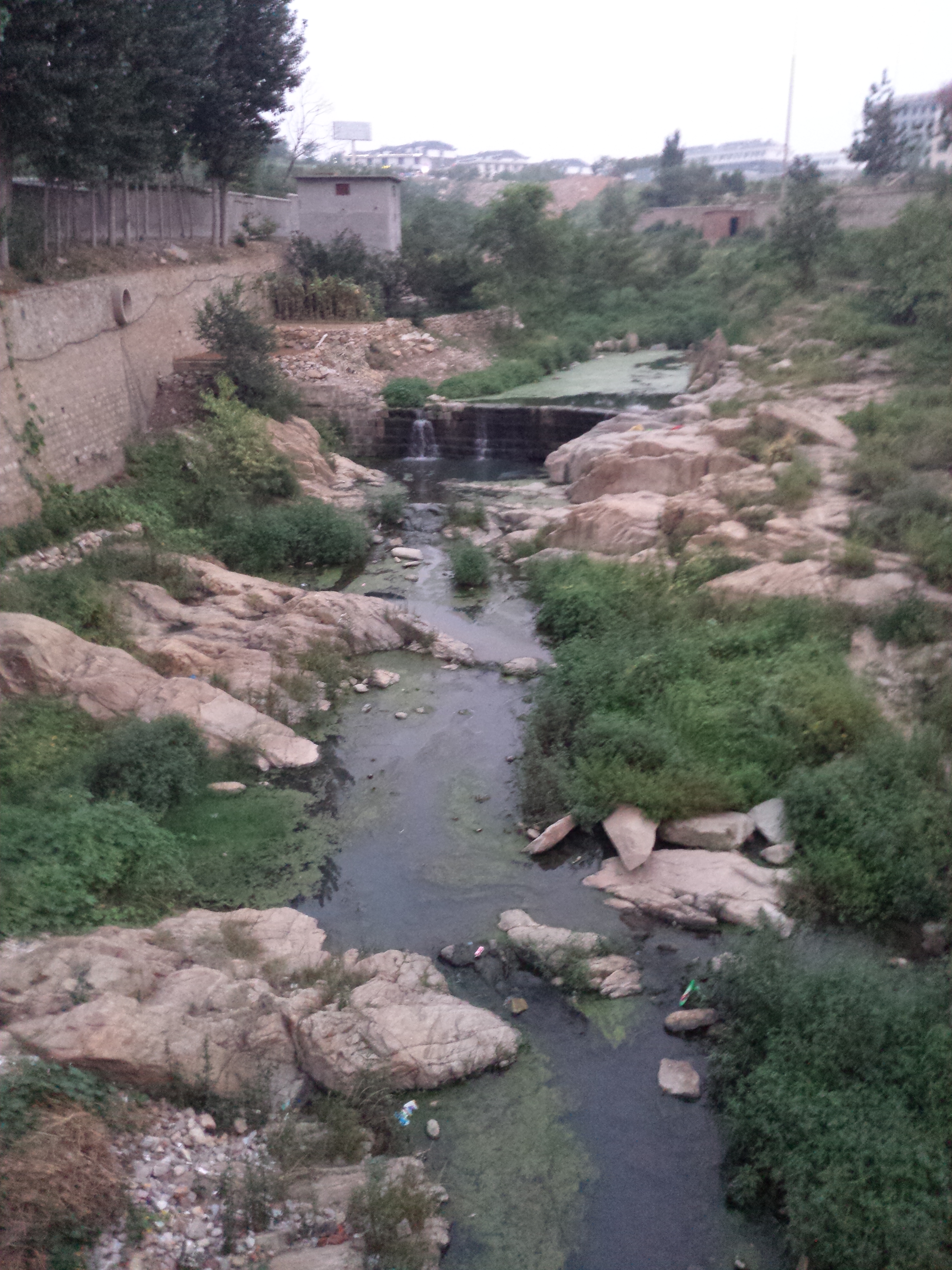
被用作河道的岱西河

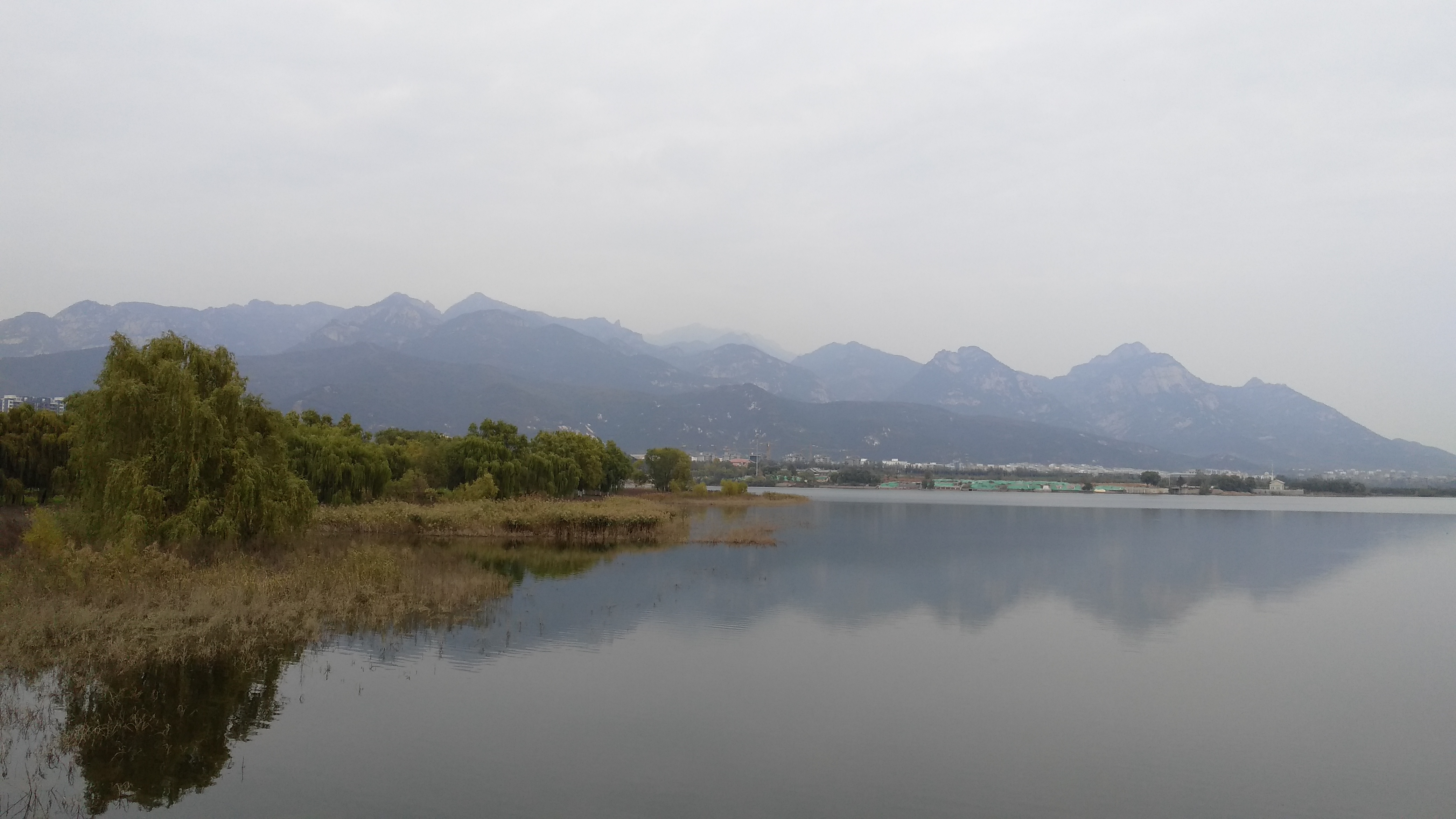
大河湿地公园、下水库

泰安抽水蓄能电站位于泰安市西郊泰山西南，总投资43.26亿元、装机总容量100万千瓦、年发电量13亿千瓦时，坝高98.3米，正常蓄水位410米，发电库容890万立方米，共安装4台套250MW混流可逆式水轮发电机组。整个抽水蓄能电站由上水库、下水库、水道系统，地下厂房和开关站等工程组成。开工于2000年2月23日，建成于2007年8月。

## 建造工程
工程总投资43.26亿元，列国家“十五”重点工程，工程规模为一等大（1）型工程，是山东省首个大型水电项目。
工程区地震基本烈度为6度，上水库设防烈度为7度。
设计单位为北京勘测设计研究院（北京国电水利电力工程有限公司），
主要施工单位有中国水电建设集团一局、四局（电站通风兼安全洞工程、地下厂房土建工程和4号机组安装工程施工）、十二局、武警水电一总队四支队（上水库坝基、库盆及进出水口土石方开挖、大坝及库盆填筑、导流洞、右岸排水观测洞等主体工程）。
本工程获得了2010年度中国电力优质工程奖、2009年度中国建筑工程鲁班奖（国家优质工程）。

## 工程对当地的影响

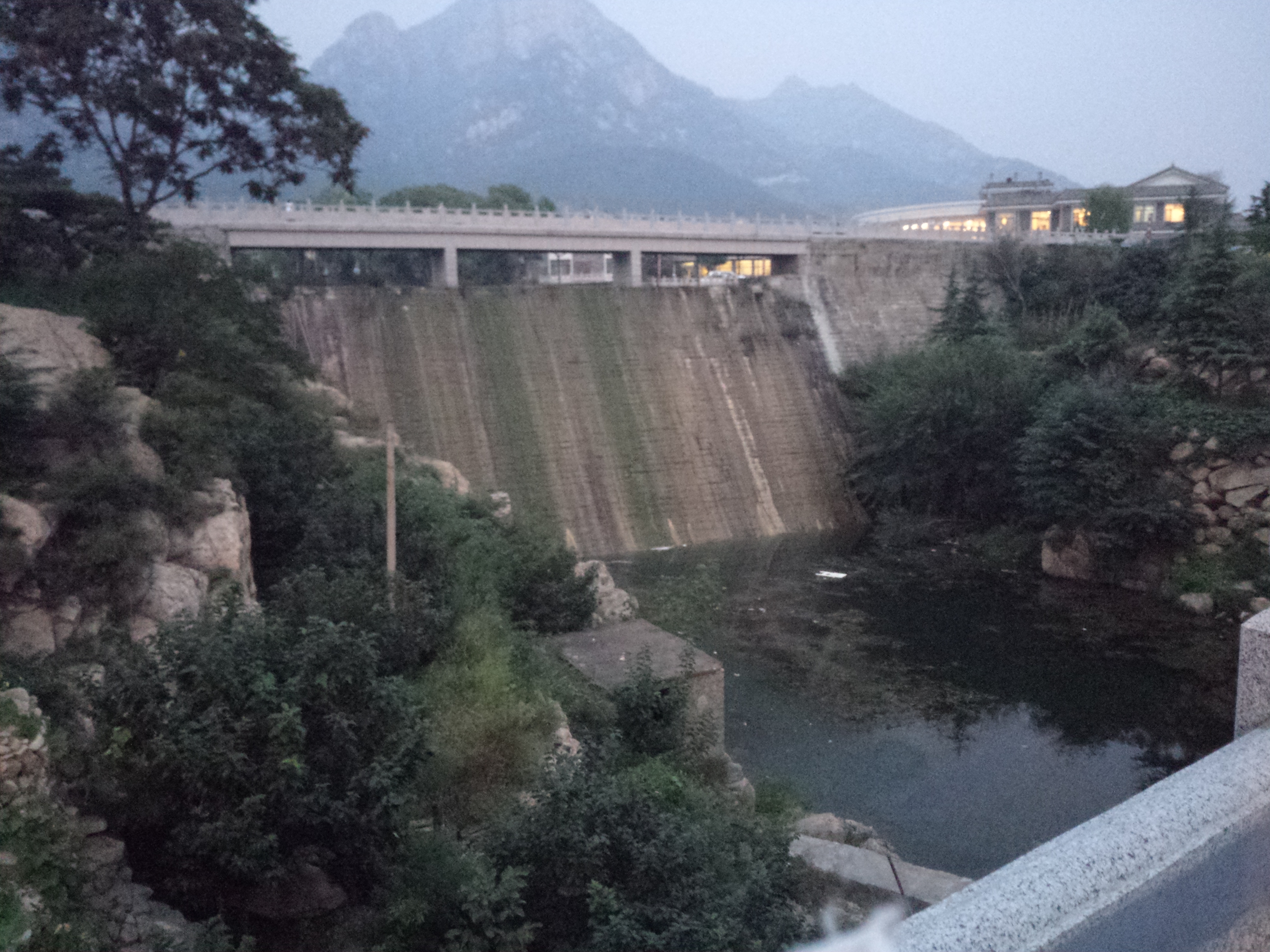
岱西河大坝（中水库）

- 岱西河大坝（中水库）随着施工单位进驻泰安大河地区，大量外地劳动力入住施工现场，当地零售业因此受益。
- 因为施工方劳动力多系青壮年男性，部分施工工人与当地居民通婚并落户。
- 因工程需要，施工方修筑了通往山中的樱桃园上库公路、上下库公路隧道，使得樱桃园山区居民的交通得到改善。
- 工程中使用了大量的高爆炸药炸开山谷和山体，周围居民区、公共设施建筑均受到影响。其中廿里埠清真寺（距离爆破点直线距离约3km）墙体开裂、宣教塔倾斜。

## 现时运营
现时间，抽水蓄能电站日常进行抽水放水进行蓄电发电调节电力需求高峰。
在临近迎宾大道、常家庄内的电站公司总部处有对公众开放的蓄能电站科普水城。